# 大村市立竹松小学校
大村市立竹松小学校（おおむらしりつ たけまつしょうがっこう、Omura City Takematsu Elementary School）は、長崎県大村市宮小路一丁目にある公立小学校。

## 概要
歴史
1872年（明治5年）の学制発布により、1873年（明治6年）に「竹松小学校」として開校。数回の改称を経て、戦後の1947年（昭和22年）4月の学制改革の際に現校名となった。
校区
黒丸町、竹松町、鬼橋町、小路口町、小路口本町、竹松本町、大川田町、宮小路一丁目 - 三丁目。中学校区は大村市立郡中学校。
校訓
「夢・元気・輝き」
校歌
作詞は矢次熊雄と島崎重八、作曲は伊藤英一による。3番まであり、校名は歌詞に登場しない。

## 沿革
- 1873年（明治6年）
  - 2月 - 前年（1972年（明治5年）の学制施行に伴い、長崎県により小学校創立告諭が発せられ、県内に公立小学校が設置される。
  - 3月 -「公立竹松小学校」が創立[3]。
  - 7月1日 - 「公立竹松小学校」が開校[4][5]。
  - 当初は手狭な茅屋[6]で授業を開始し、数年後に旧・庄屋跡に移転。
- 1890年（明治23年）4月 - 小学校令の発布により、「尋常竹松小学校」に改称。
- 1892年（明治25年）7月 - 「竹松尋常小学校」に改称。
- 1909年（明治37年）4月 - 高等科を併置し、「竹松尋常高等小学校」と改称。
- 1912年（明治45年／大正元年） - 校舎を1棟増設。
- 1925年（大正14年）4月 - 大村（村）と大村町が合併し、「大村町竹松尋常高等小学校」となる。
- 1930年（昭和5年）4月 - 高等科が竹松高等小学校として分離し、「大村町立竹松尋常小学校」となる。
- 1941年（昭和16年）4月 - 国民学校令により、「大村町第三国民学校」[7]に改称。
- 1942年（昭和17年）
  - 2月 - 市制施行により、「大村市第三国民学校」に改称。
  - 4月 - 高等科が併置される。
- 1943年（昭和18年）4月 - 「大村市竹松国民学校」に改称。
- 1945年（昭和20年）7月 - 5日と9日の空襲により、校舎は甚大な被害を受ける。校舎が復旧するまでの間、青空校舎の実施や仮校舎の使用等を余儀なくされる。
- 1946年（昭和21年）5月7日 - 本校舎が復旧する。
- 1947年（昭和22年）4月 - 学制改革により、「大村市立竹松小学校」（現校名）となる。
- 1955年（昭和30年）9月 - 完全給食を開始。
- 1969年（昭和44年）8月 - プールが完成。
- 1969年（昭和44年）-

旧木造校舎の給食室付近から火災。
- 1970年（昭和45年）3月 - 校旗が寄贈される。
- 1973年（昭和48年）
  - 3月 - 鉄筋3階建て新校舎が完成。
  - 8月 - 体育館が完成。
- 1983年（昭和58年）4月 - 児童数増加により、大村市立富の原小学校が新設・分離[8]。
- 1994年（平成6年）8月 - 屋上より火災が発生。児童・教職員は避難し全員無事。
- 2003年（平成15年）4月 - 情緒障害児学級「たんぽぽ学級」を開設。
- 2010年（平成22年）8月 - 太陽光パネルを設置。
- 2012年（平成24年）4月 - 鉄筋2階建て新校舎（8教室）が完成。

## アクセス
最寄りの鉄道駅
- JR九州大村線 竹松駅

最寄りのバス停
- 県営バス大村市内線 竹松小学校前バス停

最寄りの国道・県道
- 国道34号 （長崎街道）

## 周辺
- 大村市立郡中学校
- くじら幼稚園
- くじら保育所
- 長崎県立虹の原特別支援学校
- 県央地域広域市町村圏組合消防本部 大村消防署 宮小路分署
- 竹松郵便局
- ヰセキ九州大村営業所

## 参考資料
- 大村市の教育 平成25年度 (PDF)  - 大村市ウェブサイト
- 「大村市史 下巻」（1961年（昭和36年）2月11日発行、大村市役所）

## 関連事項
- 長崎県小学校一覧